# Agrostophyllum
Agrostophyllum là một chi thực vật có hoa trong họ Lan.